# 公孫喜
公孫 喜（こうそん き、生没年不詳）は、中国戦国時代の魏において襄王・昭王の二代に渡り仕えた将軍。陽晋（現在の陝西省渭南市華陰市）の出身、姫姓・公孫氏の人でまたの名を犀武とも。

## 経歴

### 垂沙の戦い
襄王18年（紀元前301年）、斉・魏・韓・秦の4カ国が連衡して、楚に攻め込み垂沙（現在の河南省南陽市唐河県）の戦いが勃発した。この時、楚の指揮官を務めたのは唐眜だった。
斉は匡章、韓は暴鳶、秦は庶長の奐を派遣し、魏は公孫喜を将として派遣した。秦軍を除く三国連衡軍は半年の対陣ののち楚軍を撃破し、唐眜を討ち取り楚兵数千の首を取り、連衡軍は勝ちに乗じて楚の垂丘（現在の河南省焦作市沁陽市の北）、宛（現在の河南省南陽市宛城区）および葉（現在の河南省平頂山市葉県）を攻め、楚は宛と葉の北にある土地は、韓と魏の両国により奪われた。

### 伊闕の戦い
昭王2年（紀元前294年）、秦の左庶長・白起が韓の新城（現在の河南省洛陽市伊川県の南西）を攻めこれを落とした。
昭王3年（紀元前293年）、秦の攻勢を脅威に感じた魏は韓と同盟を組み、更には東周を同盟に引き込むと、公孫喜を大将として伊闕（現在の河南省洛陽市洛竜区）の地で秦に戦いを挑んだ。魏冄の推薦で左更にすすんだ白起はこれを迎え撃つと連合軍の弱点を見抜いてこれを撃破し、24万の敵将兵の首を取り伊闕と五つの土城を得、敵軍の総大将の公孫喜を捕虜とした（伊闕の戦い）。